# Physophyllia
Genre
Physophyllia est un genre de coraux durs de la famille des Meandrinidae.

## Liste d'espèces
Le genre Physophyllia comprend les espèces suivantes :
| Selon World Register of Marine Species (8 juillet 2015) : - Physophyllia ayleni Wells, 1934 | Selon ITIS (8 juillet 2015) : - Physophyllia ayleni Wells, 1934 - Physophyllia patula Hodgson & Ross, 1981 - Physophyllia wellsi Nemenzo, 1971 |

Selon Paleobiology Database (8 juillet 2015) Physophyllia est assimilé à Pectinia.